# Teletekst
Teletekst je sistem za enosmerni prenos znakovnih informacij preko televizijske mreže. Prenos podatkov poteka vzporedno s televizijskim signalom posameznega programa. Z uporabo posebnih funkcij, ki jih omogoča televizijski sprejemnik, lahko uporabnik pregleduje posredovane vsebine, navadno so to novice, napovedniki, športni rezultati, vremenska napoved, ipd. Sistem se je razvil v začetku 70-ih let dvajsetega stoletja v Združenem kraljestvu, njegov avtor pa je John Adams.

## Zgodovina
Začetki teleteksta (imenovan tudi elektronski časopis) segajo v 70. leta 20. stoletja, ko ga je prvič (leta 1974) oddajala televizija BBC. Proti koncu leta 1982 je bil prvič oddajan tudi v takratni Jugoslaviji  oz. v okviru Jugoslovanske radiotelevizije (JRT), in sicer na RTV Sarajevo in RTV Zagreb. Vsaka od teh dveh televizij je preizkušala različen sistem. Tako je sarajevski RTV preizkušal angleški sistem Ceefax (fiksni sistem), zagrebški RTV pa francoski sistem Antiope-Didon (variabilni sistem).

7. maja 1984 je bil nato prvič oddajan tudi iz slovenske televizije, takratne RTV Ljubljana. Gledalci so ga lahko prvič videli tistega dne ob 17 uri in 20 minut. Njegov prvi urednik je bil Luka Škoberne. Slovenska televizija je prav tako uporabljala fiksni sistem, ker bi naj bil bolj preverjen, enostaven, stabilen in tehnično bolj zanesljiv.